# Tatsyana Tsvikeviç

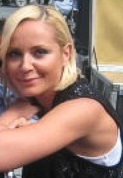

Tatsyana Tsvikeviç (* 1980 in Polen) ist eine türkische Schauspielerin polnischer Abstammung.

## Leben und Karriere
Tsvikeviç wurde 1980 in Polen geboren. Ihr Vater ist Pole und ihre Mutter ist belarussischer Abstammung. 1998 zog sie in die Türkei. Anschließend erhielt sie 2002 die türkische Staatsbürgerschaft. Außerdem spielte sie im selben Jahr in dem Film Die russische Braut die Hauptrolle. Tsvikeviç war 2004 in der Serie Tal der Wölfe zu sehen. Unter anderem trat sie 2006 in der Fernsehserie Anadolu Kaplanı auf. 2009 konvertierte sie zum Islam und nahm den Namen Sedef an.

## Filmografie
Filme
- 2002: Die russische Braut
- 2007: Maskierte Bande – Irak
- 2010: Deli Saraylı
- 2012: Elveda Katya
- 2017: Vezir Parmağı

Serien
- 2004: Tal der Wölfe
- 2004: En İyi Arkadaşım
- 2004: Fırtına Hayatlar
- 2006: Kız Babası
- 2006: Anadolu Kaplanı
- 2012: Benim İçin Üzülme
- 2015: Aşk Yeniden